# Emorragia

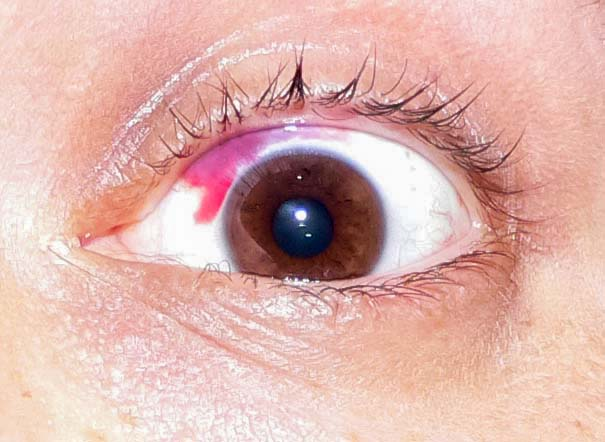
Un'emorragia sottocongiuntivale

L'emorragia (dal greco antico: αἷμα?, hàima, "sangue" e -(ρ)ραγία, -(r)raghìa, derivato di un tema affine in greco antico ῥήγνυμι?, rḕghnymi, "rompere") è la perdita di sangue dai vasi sanguigni. 
A seconda della componente interessata si può parlare di emorragia arteriosa, venosa o capillare.

## Caratteristiche
Le emorragie esterne di lieve entità non rappresentano un pericolo immediato, in quanto il sangue possiede dei meccanismi per bloccare questo tipo di perdite ematiche per mezzo delle piastrine e di proteine specializzate (fibrinogeno e fibrina). 
Al contrario, le persone affette da emofilia rischiano maggiormente, anche per una piccola ferita, perché sono carenti o presentano un difetto funzionale di alcuni fattori della coagulazione.
Le emorragie massive, soprattutto se sono coinvolte arterie, richiedono un trattamento urgente di primo soccorso, dato che portano alla perdita di un volume di sangue molto elevato, una situazione che pone entro pochi minuti l'infortunato a rischio di perdere la vita.

## Eziologia
Le cause che portano le persone a un'emorragia sono molteplici; esse possono essere di tipo traumatico, dovute a una ferita o nascere durante un'operazione chirurgica.
Eziopatogeneticamente possiamo definire tre modalità attraverso cui il sangue fuoriesce dai vasi:
1. ressi o rottura di un vaso;
2. diapedesi o trasudamento di sangue dal vaso;
3. diabrosi o corrusione delle tuniche del vaso fino al cedimento, provocante la rottura del vaso.

### Tipo traumatico
le cause che creano un'emorragia di tipo traumatico sono:
- Abrasione - provocata da un trauma che colpisce di striscio la superficie interessata.
- Escoriazione - provocato da un trauma diretto, incapace di provocare la discontinuità dei tessuti.
- Lacerazione
- Incisione - una ferita causata per creare un qualche disegno sulla pelle con oggetti quali il coltello.
- Ferita da puntura - causata da un oggetto che penetra nella pelle causando un piccolo taglio, come una siringa, ago o coltello.
- Contusione
- Ferita da arma da fuoco

## Trattamento

### Primo soccorso
Nelle emorragie massicce di tipo traumatico è necessario intervenire al più presto con il tamponamento della ferita o dell'arto amputato. Si interviene aggiungendo garze sterili (se possibile) o un qualunque altro oggetto, come stoffe o bende, più pulite possibili. Si deve aggiungere una garza o benda l'una sopra all'altra, facendo sempre una certa pressione.
Non togliere mai le garze ormai zuppe del sangue che fuoriesce, questo perché una manovra di riscoprire la ferita o l'amputazione per la sostituzione del bendaggio zuppo, stimolerebbe ancora di più la fuoriuscita del sangue a causa della pressione che noi stessi esercitavamo e che all'improvviso viene a mancare. Inoltre la coagulazione del sangue sarebbe resa difficile dall'asportazione delle garze, che con la loro sostituzione "strappano" le poche piastrine che stavano tentando di riparare la ferita. Un'eventuale azione sui punti di compressione a monte del punto dove si è verificata la rottura dei vasi arteriosi è consigliata ma solo se chi effettua questa manovra sa come agire.
Va ricordato infatti che un arto costretto da un laccio emostatico arterioso (LEA) o da un qualunque oggetto che vada a chiudere vene o arterie, è un arto a cui viene a mancare sangue dal punto in cui abbiamo chiuso la vena o l'arteria, in giù. In questa situazione si deve sciogliere il laccio che blocca la circolazione ogni 5 minuti circa, affinché non si creino danni ai tessuti muscolari, epiteliali, ecc. Una ferita all'arteria femorale, per fare un esempio, provoca la morte della persona nel giro di alcuni minuti.  È importante, nel caso estremo dell'applicazione di un laccio, segnare sulla fronte o sul colletto o, ancora, sull'arto interessato l'ora di applicazione del laccio. Questa informazione è molto importante per il medico che dovrà occuparsi della rimozione del LEA.
È necessario ricordare che tra le complicazioni derivanti da una ferita, oltre all'emorragia in sé, vi è il rischio di shock ipovolemico se la perdita di sangue è imponente. Lo shock è caratterizzato da questi segnali:
- diminuzione della tonicità muscolare;
- cute fredda, pallida, spesso sudata;
- tachipnea;
- debolezza dei battiti percepiti.

Altro fattore da tenere molto in considerazione è il rischio elevato di un'ipotermia del paziente, dovuta alla mancanza di sangue. È bene quindi coprirlo soprattutto se si è riusciti in qualche modo a fermare momentaneamente l'emorragia.
La pulizia, la disinfezione della ferita e l'utilizzo di materiale sterile aiutano a evitare la penetrazione di microbi.
Per la disinfezione delle ferite non bisogna mai utilizzare alcool, in quanto esso lede le cellule dei tessuti e non ne facilita la guarigione.